# Henri Pouctal

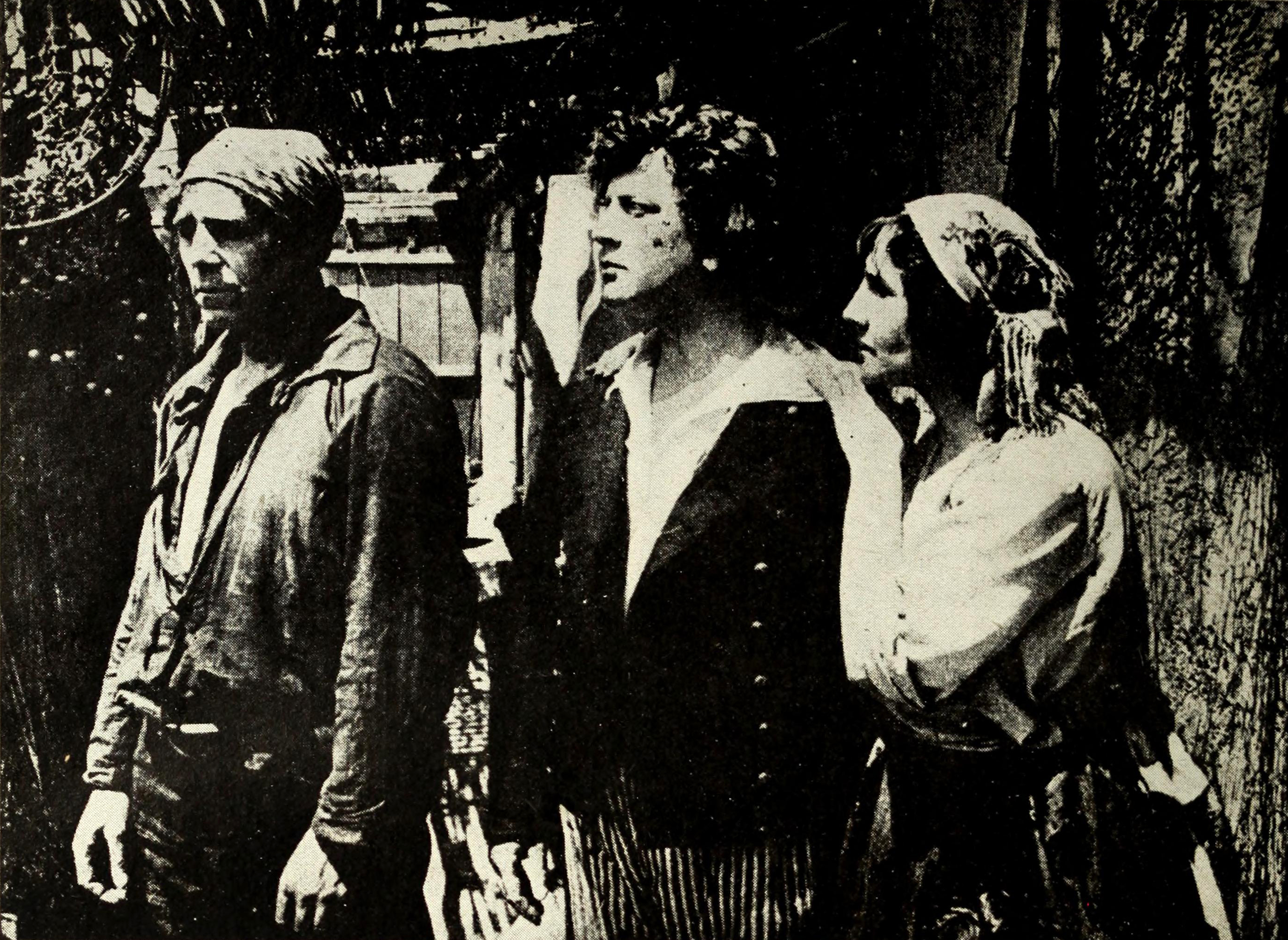
Le Comte de Monte-Cristo (1917).

Albert Henri Pouctal (21 de octubre de 1860 – 2 de febrero de 1922) fue un director y actor cinematográfico de nacionalidad francesa. 

## Biografía
Nacido en La Ferté-sous-Jouarre, Francia, fue un gran cineasta, aunque cayó en el olvido. Antes de dedicarse a la dirección fue actor teatral, trabajando con André Antoine, el defensor del teatro naturalista, en la escena del Théâtre-Libre.
Henri Pouctal debutó realmente en el cine como ayudante de André Calmettes y de Charles Le Bargy en el rodaje de L'Assassinat du duc de Guise.
Hasta 1914 llevó a la pantalla numerosas obras literarias, destacando sus filmes La Dame aux camélias (1912, versión de la obra de Alejandro Dumas (hijo) con Sarah Bernhardt) y Le Colonel Chabert (a partir de la novela de Honoré de Balzac, con André Calmettes). Durante la Primera Guerra Mundial participó en producciones patrióticas como L’Infirmière (1914), Dette de haine (1915), La Fille du Boche (1915), La France d’abord (1915), Alsace (1916) o Chantecoq (1916). En ese período dirigió varios episodios basados en la novela de Alejandro Dumas El conde de Monte-Cristo (1918), que consolidaron su reputación, pero con la excelente adaptación Au travail, a partir del escrito de Émile Zola, Pouctal llegó a la cima de su carrera artística. 
Henri Pouctal falleció en París, Francia, en 1922.

## Filmografía
Actor
- 1909 : La Grande Bretèche, de André Calmettes
- 1910 : Résurrection, de André Calmettes y Henri Desfontaines
- 1911 : La Fin d'un joueur, de André Calmettes
- 1911 : |Jésus de Nazareth, de André Calmettes y Henri Desfontaines
- 1911 : Le Pardon, de Henri Pouctal
- 1911 : Le Chevalier d'Essex, de Henri Pouctal
- 1913 : Une aventure de Jack Johnson champion de boxe toutes catégories du monde, de Henri Pouctal

Como director
| - 1908 : Le Curé de campagne - 1910 : L'Héritière, con Berthe Bovy - 1910 : La Retraite - 1910 : Werther - 1911 : Vitellius, con Polin - 1911 : L'Usurpateur, con Gabriel Signoret - 1911 : Une conquête, con Jean Worms - 1911 : Le Roman de la momie - 1911 : Pour l'Empereur, con André Calmettes - 1911 : Le Pardon, con Henri Pouctal - 1911 : La Jacquerie - 1911 : La Grande Marnière - 1911 : Décadence, con Henri Etiévant - 1911 : Le Colonel Chabert - 1911 : Le Chevalier d'Essex - 1911 : Camille Desmoulins, con Emile Dehelly - 1912 : Les Trois Mousquetaires - 1912 : Théodora - 1912 : Le Saltimbanque, con Georges Saillard - 1912 : La Robe rouge - 1912 : Pour la Couronne - 1912 : Les Plumes de paon - 1912 : Joséphine impératrice - 1912 : La femme qui assassina - 1912 : La Comtesse Sarah - 1912 : Chaînes rompues, con Albert Lambert - 1912 : La Camargo - 1912 : Blanchette - 1912 : La Dame aux camélias - 1912 : Le Maître de forges - 1913 : Une aventure de Jack Johnson champion de boxe toutes catégories du monde, con Jack Johnson y Georges Carpentier - 1913 : Le Trait d'union, con Jacques Feyder - 1913 : Sous le masque - 1913 : Serge Panine - 1913 : La Petite Fifi - 1913 : La Mère coupable - 1913 : Le Supplice d'une mère, con Louise Lara - 1913 : Le Manteau de zibeline - 1913 : Le Mannequin, con Berthe Jalabert - 1913 : Jack a un flirt dans la mode - 1913 : L'Honneur - 1913 : Les Frères ennemis, con Mary Marquet - 1913 : Claudie, fille d'auberge, con Berthe Jalabert - 1913 : Denise | - 1913 : Danton - 1913 : Colette - 1913 : Les Aventures du chevalier de Faublas - 1914 : La Rose rouge - 1914 : Le Roman d'un spahi - 1914 : Papillon dit Lyonnais Le Juste - 1914 : Le Légionnaire - 1914 : L'Infirmière - 1914 : La Haine - 1914 : Les Flambeaux - 1914 : L'Alibi - 1915 : Pêcheur d'Islande - 1915 : La Menace - 1915 : France d'abord, con Pierre Fresnay y André Luguet - 1915 : La Fille du Boche - 1915 : Dette de haine - 1915 : La Brebis perdue - 1915 : André Cornélis - 1915 : L'Homme masqué - 1915 : Quand même, con Pierre Fresnay y Paulus - 1916 : Le Droit de l'enfant - 1916 : La Flambée - 1916 : Debout les morts ! - 1916 : Chantecoq - 1916 : Alsace - 1916 : L'Affaire du Grand-Théâtre - 1916 : L'Instinct - 1917 : Volonté - 1917 : En détresse - 1918 : Le Comte de Monte Cristo - Époque 1 : Edmond Dantès - 1918 : Le Comte de Monte Cristo - Époque 2 : Le Trésor de Monte-Cristo - 1918 : Le Comte de Monte Cristo - Époque 3 : Le Philantrope - 1918 : Le Comte de Monte Cristo - Époque 4 : Sinbad le marin - 1918 : Le Comte de Monte Cristo - Époque 5 : La Conquête de Paris - 1918 : Le Comte de Monte Cristo - Époque 6 : Les Trois vengeances - 1918 : Le Comte de Monte Cristo - Époque 7 : Les Derniers Exploits de Caderousse - 1918 : Le Comte de Monte Cristo - Époque 8 : Châtiments - 1919 : Le Dieu du hasard - 1920 : Au travail - 1921 : Gigolette - 1922 : Le Crime du Bouif - 1922 : La Résurrection du Bouif |

## Teatro
- 1890 : L'Ogre, de Jules de Marthold, Teatro del Ambigu-Comique
- 1892 : Le Justicier, de Stanislas Rzewuski, Teatro del Ambigu-Comique
- 1892 : Les Cadets de la Reine, de Jules Dornay, Teatro del Ambigu-Comique
- 1893 : Mère et martyre, de Léon d'Aigremont y Jules Dornay, Teatro del Ambigu-Comique